# День победы (Мальта)

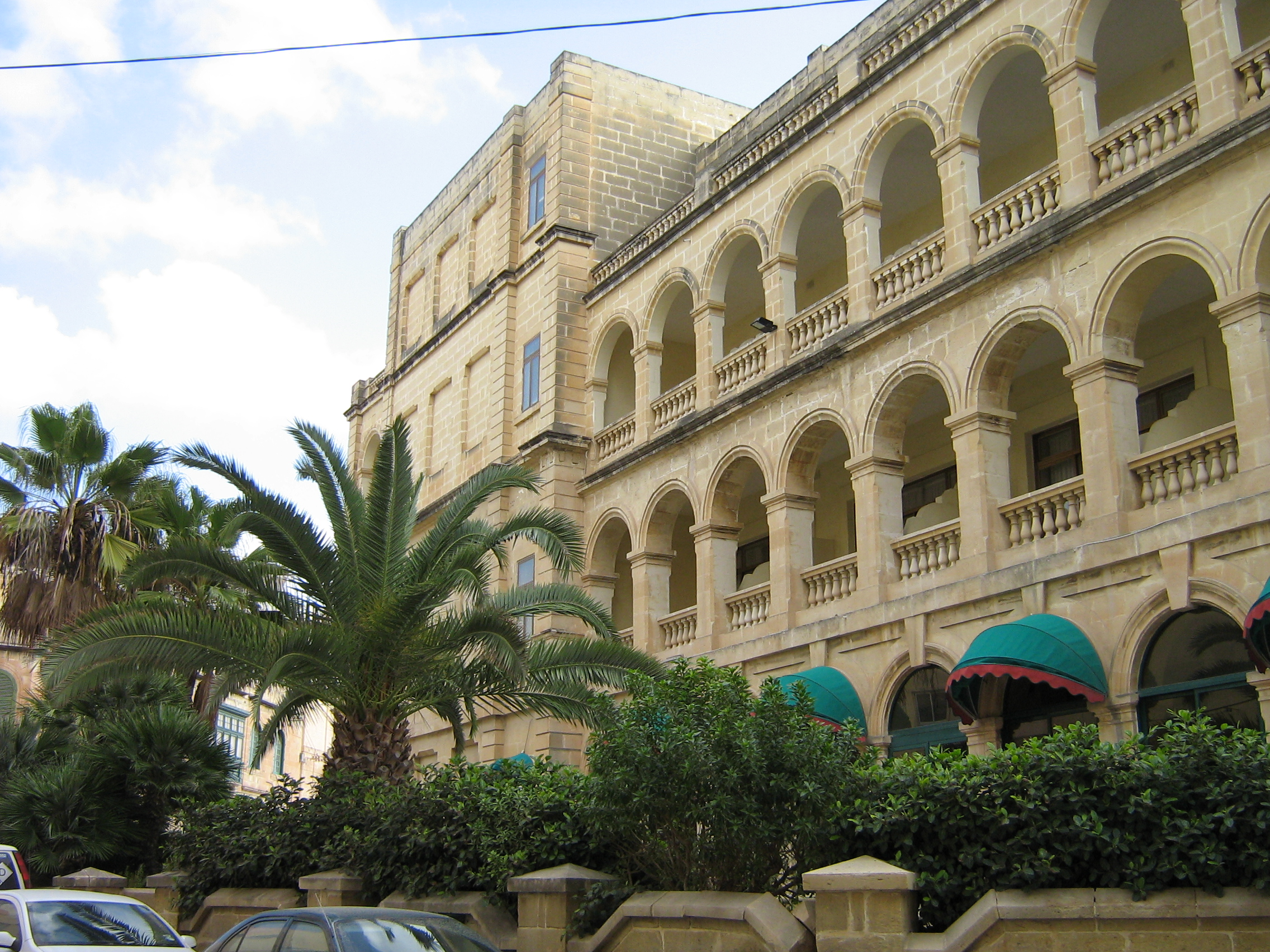
Валетта

День Победы (или Отто сеттембре) — государственный праздник, отмечаемый на Мальте 8 сентября и напоминающий об окончании трёх исторических осад Мальтийского архипелага, а именно: Великой осады Мальты Османской империей, закончившейся в 1565 году; осады Валлетты французской блокадой, закончившейся в 1800 году; и, Осада Мальты во время Второй мировой войны силами Оси, закончившаяся в 1943 году.
Этот день также совпадает с празднованием Рождества Девы Марии, более известного как Рождество Марии, которое отмечается в деревнях Сенглеа, Накшар и Меллиха на Мальте, а также в Хагре на Гозо. В местном масштабе он известен как иль-Витория (Победа) и иль-Бамбина (Младенец). Традиционная регата с участием лодочных гонок в Гранд-Харбор проводится в День Победы.
| День Победы                                                                                                  | День Победы                                                |
| --- | ---------------------------------------------------------- |
| Фейерверк над фортом Сент-Анджело в День Победы 2016 года, напоминающий взрывы во время Второй мировой войны |                                                            |
| Также называется                                                                                             | Иль-Витория Иль-Бамбина                                    |
| Отмечается                                                                                                   | Мальта                                                     |
| Значение | В память о победах в осадах Мальты 1565, 1800 и 1943 годов |
| Дата | 8 Сентября                                                 |
| Частота | ежегодный                                                  |

## События, связанные с 8 сентября
7 сентября 1565 года сицилийский флот «Гран Соккорсо» достиг берегов Мальты, чтобы оказать мальтийцам помощь, тем самым отразив турецкое вторжение. На следующий день, после более чем трёхмесячной осады, османы, осаждавшие пригороды Биргу и Исла, вывели свои войска и покинули этот район острова. Несмотря на то, что в районе современного залива Святого Павла продолжались сражения, можно сказать, что эта дата ознаменовала последний день Великой осады, которая считается одной из самых кровопролитных в мировой истории и величайшей осадой в истории Мальты.
Сдача французских войск, оккупировавших Мальту, Эммануэле Витале и канонику Франческо Саверио Каруане 4 сентября 1800 года также является историческим событием, связанным с празднованием, проводимым в этот день.
Осада Мальты во время Второй мировой войны завершилась в ноябре 1942 года. За это время на Мальту было совершено в общей сложности 3000 бомбардировок в течение двух лет с целью уничтожения оборонительных сооружений Королевских ВВС и портов. За это король Соединённого Королевства Георг VI наградил весь остров Георгиевским крестом, а изображение Георгиевского креста было включено в мальтийский флаг.
8 сентября 1943 года Италия вышла из войны, прекратила военные действия против союзников и выступила против своего бывшего союзника Германии. Премьер-министр Италии, маршал Пьетро Бадольо, зачитал заявление о том, что «Итальянское правительство, признавая невозможность продолжения неравной борьбы с превосходящими силами противника и с целью избежать дальнейшего и более тяжёлого вооружения нации, запросило перемирие у генерала Эйзенхауэра … Эта просьба была удовлетворена. Поэтому итальянские войска прекратят все враждебные действия против англо-американских войск, где бы их ни встретили …» Генерал армии США Дуайт Д. Эйзенхауэр опубликовал новость о безоговорочной капитуляции, «вступившей в силу сию минуту», в то же время в эфире из штаба союзников в Северной Африки. Итальянский флот отплыл на Мальту, чтобы сдаться.

## Мероприятия
Культурные мероприятия в честь Дня Победы проходят 7 сентября на площади Великой осады в Валлетте и включают литературные чтения, музыкальные и художественные представления. В День Победы Вооружённые силы Мальты проходят парадом по улице Республики в Валлетте и достигают кафедрального собора Святого Иоанна, где они приветствуют премьер-министра и, наконец, исполняют мальтийский гимн. Позже в тот же день в том же храме проводится месса для высокопоставленных офицеров. В ознаменование этого события Президент возлагает символическую гирлянду к подножию монумента Великой осады в память о жертвах Мировой войны.
Основным мероприятием является гонка на лодках, организованная Мальтийским советом по спорту (мальтийский: Kunsill Malti għall-Isport), известная как регата, которая проводится в Гранд-Харбор с участием аффилированных обществ Коспикуа, Витториоза, Бирзебуга, Марса, Марсамсетт, Калкара и Исла. Проводится несколько лодочных гонок, разделённых на две категории.
В Гозо на площади Независимости в Рабате проходит памятная церемония под председательством министра по делам Гозо. Вооружённые силы Мальты также участвуют в параде и, наконец, возлагают венок к подножию Военного мемориала, посвящённого Христу, царю Иудейскому.
Этот день также связан с Рождеством Марии, и праздники отмечаются в Хагре, Наксаре, Сенглеа и Меллиеа.